# Pablo Paz
Pablo Ariel Paz (ur. 27 stycznia 1973 w Bahía Blanca) – argentyński piłkarz grający na pozycji środkowego obrońcy (stopera). W reprezentacji narodowej rozegrał 22 mecze i strzelił przy tym 1 gola.
Posiada również obywatelstwa włoskie (ze względu na pochodzenie przodków) i hiszpańskie.
Z reprezentacją Argentyny wystąpił na Mistrzostwach Świata w Piłce Nożnej w 1998 r i Letnich Igrzyskach Olimpijskich w 1996 roku, które odbyły się w Atlancie. Na nich wraz ze swoją reprezentacją zdobył srebrny medal.
Obecnie występuje w Cerro Reyes. W swojej karierze występował w Newell’s Old Boys Rosario, Banfield, CD Tenerife, Independiente, Realu Valladolid, Castillo CF, Mortil CF, Arcos CF i AD Cerro de Reyes Badajoz Atlético.

## Kariera
| Lata      | Klub                               | Liga                       |
| --------- | ---------------------------------- | -------------------------- |
| 1992–1995 | Newell’s Old Boys Rosario          | Primera División Argentina |
| 1995–1996 | Banfield                           | Primera División Argentina |
| 1997–2000 | CD Tenerife                        | Primera División           |
| 2001–2002 | CD Tenerife                        | Spanish Primera            |
| 2003      | Independiente                      | Primera División Argentina |
| 2003–2004 | Real Valladolid                    | Primera División           |
| 2005      | Castillo CF                        | Segunda División           |
| 2006–2007 | Motril CF                          | Tercera División           |
| 2006–2007 | Arcos CF                           | Tercera División           |
| 2007      | AD Cerro de Reyes Badajoz Atlético | Segunda División           |